# Epibryon elegantissimum
Epibryon elegantissimum är en svampart som beskrevs av Döbbeler 1978. Epibryon elegantissimum ingår i släktet Epibryon och familjen Pseudoperisporiaceae.   Inga underarter finns listade i Catalogue of Life.